# Sonic the Hedgehog 2
Sonic the Hedgehog 2 (angleško dobesedno Ježek Sonic 2) je druga računalniška igra franšize Ježek Sonic japonskega podjetja Sega. Izšla je leta 1992 za konzolo Sega Mega Drive. Skozi leta je igra doživela več ponovnih izdaj za različne konzole, večkrat pa se je pojavila v uradnih kompilacijah, nazadnje leta 2022 v kompilacijski igri Sonic Origins.
Leta 1994 je izšlo nadaljevanje igre, Sonic the Hedgehog 3.

## Zgodba
Po dogodkih igre Sonic CD se Sonic s svojim letalom Tornadom odpravi na Zahodni otok, kamor se je odpravil dr. Robotnik z namenom, da si prisvoji Smaragde Kaosa s katerimi bi zavladal svetu.
Na otoku Sonic spozna malega dvorepega lisjaka Milesa „Tailsa“ Prowerja. Sonic ga povabi, da se mu pridruži in od takrat se redko loči od njega.

### Kontinuiteta
Po igri Sonic the Hedgehog sta se istočasno razvijali igri Sonic CD in Sonic the Hedgehog 2. Težava je bila v tem, da sta obe igri veljali za nadaljevanje prve igre. Debata o tem, ali v kanonu prej pride do dogodkov igre Sonic CD ali Sonic the Hedgehog 2 se je končala z izidom kompilacijske igre Sonic Origins leta 2022. Kljub temu, da je igra Sonic CD izšla slabo leto po izidu igre Sonic the Hedgehog 2 je pravi naslednik igre Sonic the Hedgehog igra Sonic CD.

### Liki
- Ježek Sonic
- Lisjak Tails
- Doktor Robotnik

## Potek igre
Sonic in Tails Robotniku sledita skozi 11 con, ki so razdeljena na več dejanj (najmanj 1, največ 3).
V zadnji coni se Sonic najprej spopade s Srebrnim Sonicom, svojim robotskim dvojnikom, ki se po mnogih lastnostih razlikuje od Kovinskega Sonica. Zatem se Sonic pomeri še z velikim Robotnikovim robotom, katerega od znotraj nadzira doktor sam.
Po Robotnikovem porazu baza prične s samouničevanjem in Sonic je prisiljen skočiti. Nekaj časa prosto pada, nato pa pristane na krilu Tornada, katerega spretno krmari Tails. Če igralec do konca igre zbere vseh 7 Smaragdov Kaosa, Sonic v zaključnem prizoru ne pristane na Tornadu, temveč s pomočjo smaragdov doseže super formo in leti tik pred Tailsom.
Če igralec zbere vsaj 50 obročev, se ob dotiku nad kontrolno točko prikažejo zvezde. Igralec ima nato možnost igrati posebno stopnjo, kjer z zbiranjem obročev med tekanjem po polcevi doseže smaragde.